# Władysław Stachurski
Władysław Stachurski (27 de marzo de 1945 - 13 de marzo de 2013) fue un futbolista de fútbol profesional polaco y entrenador de fútbol.

## Biografía
Debutó en liga en 1964 para el Legia de Varsovia, club en el que permaneció durante toda su carrera deportiva, siendo esta de nueve temporadas. Además fue seleccionado para ocho partidos por la selección de fútbol de Polonia, llegando a marcar un gol.
Tras su carrera como jugador de fútbol se convirtió en entrenador del Zawisza Bydgoszcz, Legia de Varsovia, Widzew Łódź, selección de fútbol de Polonia, Okęcie de Varsovia y Świt Nowy Dwór Mazowiecki.
Władysław Stachurski falleció el 13 de marzo de 2013 a los 67 años de edad.

## Clubes

### Como jugador
| Club              | País    | Año       |
| ----------------- | ------- | --------- |
| Legia de Varsovia | Polonia | 1964-1973 |

### Como entrenador
| Club                           | País    | Año       |
| ------------------------------ | ------- | --------- |
| Zawisza Bydgoszcz              | Polonia | 1988-1990 |
| Legia de Varsovia              | Polonia | 1990-1991 |
| Widzew Łódź                    | Polonia | 1993-1995 |
| Selección de fútbol de Polonia | Polonia | 1995-1996 |
| Legia de Varsovia              | Polonia | 1996-1997 |
| Okęcie de Varsovia             | Polonia | 2002-2003 |
| Świt Nowy Dwór Mazowiecki      | Polonia | 2003-2004 |

## Palmarés

### Como jugador

#### Torneos nacionales
| Título          | Equipo            | País    | Año  |
| --------------- | ----------------- | ------- | ---- |
| Copa de Polonia | Legia de Varsovia | Polonia | 1966 |
| Ekstraklasa     | Legia de Varsovia | Polonia | 1969 |
| Ekstraklasa     | Legia de Varsovia | Polonia | 1970 |
| Copa de Polonia | Legia de Varsovia | Polonia | 1973 |